# Depressotetrix
Depressotetrix is een geslacht van rechtvleugeligen uit de familie doornsprinkhanen (Tetrigidae). De wetenschappelijke naam van dit geslacht is voor het eerst geldig gepubliceerd in 1960 door Karaman.

## Soorten
Het geslacht Depressotetrix  is monotypisch en omvat slechts de volgende soort:
- Depressotetrix depressa (Brisout de Barneville, 1848)